# Paul Howe
Paul Anthony Howe (Singapore, 8 gennaio 1968) è un ex nuotatore britannico.
Specializzato nello stile libero ha vinto la medaglia di bronzo alle olimpiadi di Los Angeles 1984 nella staffetta 4x200m sl.

## Palmarès
- Olimpiadi
  - Los Angeles 1984: bronzo nella staffetta 4x200m sl.